# Duc de Gérone
 (mars 2023).
Si vous disposez d'ouvrages ou d'articles de référence ou si vous connaissez des sites web de qualité traitant du thème abordé ici, merci de compléter l'article en donnant les références utiles à sa vérifiabilité et en les liant à la section « Notes et références ».
Le titre de duc de Gérone était le titre porté par les héritiers de la couronne d'Aragon entre 1351 et 1414.
Le roi Pierre le Cérémonieux créa le titre de duc de Gérone pour son fils d'un an, l’infant Jean en 1351. Avant cette date l'héritier du trône ne portait que le titre d'infant, parfois d'infant primogènit (« premier-né ») pour souligner sa place dans l'ordre de succession. Il est probable que le roi d'Aragon ait été influencé par l'usage français de conférer le titre de duc de Normandie à l'héritier du trône - en 1351 le duc de Normandie était le dauphin Charles, futur Charles V.
Le titre de duc de Gérone était associé à celui de comte de Cervera. Il comprenait les revenus royaux dans les vigueries de Gérone et de Cervera. À la différence du titre français de dauphin, le titre n'était pas automatiquement accordé au fils et héritier du roi, mais devait faire l'objet d'une collation spécifique, sur le modèle du titre anglais de prince de Galles. Le titre de duc de Gérone devint de manière éphémère en 1387-1388 dauphin de Gérone sans doute pour se rapprocher du modèle français. Le titre de duc de Gérone ne fut plus conféré après 1394, puisque le nouvel héritier, l’infant Martin, était déjà roi de Sicile, titre supérieur à celui de duc.
Après le compromis de Caspe et l'arrivée au pouvoir de la dynastie de Trastamare en 1412, le titre de duc de Gérone disparut. En effet le nouveau roi, Ferdinand d'Antequera, d'origine castillane, préféra utiliser pour son fils aîné l'infant Alphonse le titre de prince de Gérone sur le modèle castillan, où l'héritier du trône portait le titre de prince des Asturies.
Les armes du duc de Gérone étaient : d'or à quatre pals de gueules brisé d'un lambel d'argent.

## Liste des ducs de Gérone
- 1351-1387 : l'infant Jean, roi sous le nom de Jean Ier
- 1387-1389 : l'infant Jacques, duc puis dauphin
- 1389 : l'infant Ferdinand
- 1394 : l'infant Pierre